# Luciano Trasatti
Luciano Trasatti, noto anche con lo pseudonimo di John Collins (...), è un direttore della fotografia italiano.

## Biografia
Ha lavorato nel cinema italiano come operatore di ripresa e direttore della fotografia, su circa 80 film dal 1950 al 1980. Una volta è apparso anche come attore nel 1969 in Colpo di stato diretto da Luciano Salce.

## Filmografia

### Direttore della fotografia

#### Cinema
- La tratta delle bianche, regia di Luigi Comencini (1952)
- Le infedeli, regia di Mario Monicelli e Steno (1953)
- I vitelloni, regia di Federico Fellini (1953)
- Il paese dei campanelli, regia di Jean Boyer (1954)
- Divisione Folgore, regia di Duilio Coletti (1954)
- Totò e Carolina, regia di Mario Monicelli (1955)
- Bella non piangere, regia di David Carbonari (1955)
- Suprema confessione, regia di Sergio Corbucci (1956)
- La risaia, regia di Raffaello Matarazzo (1956)
- Il momento più bello, regia di Luciano Emmer (1957)
- El Alamein, regia di Guido Malatesta (1957)
- Il medico e lo stregone, regia di Mario Monicelli (1957)
- A sud niente di nuovo, regia di Giorgio Simonelli (1957)
- Quando gli angeli piangono, regia di Marino Girolami (1958)
- Anche l'inferno trema, regia di Piero Regnoli (1958)
- Nel segno di Roma, regia di Guido Brignone (1959)
- Lupi nell'abisso, regia di Silvio Amadio (1959)
- I cavalieri del diavolo, regia di Siro Marcellini (1959)
- Il vedovo, regia di Dino Risi (1959)
- Juke box - Urli d'amore, regia di Mauro Morassi (1959)
- Noi duri, regia di Camillo Mastrocinque (1960)
- Il mio amico Jekyll, regia di Marino Girolami (1960)
- Il conquistatore d'Oriente, regia di Tanio Boccia (1960)
- Ti aspetterò all'inferno, regia di Piero Regnoli (1960)
- Viva l'Italia, regia di Roberto Rossellini (1961)
- Vanina Vanini, regia di Roberto Rossellini (1961)
- Che femmina!! e... che dollari!, regia di Giorgio Simonelli (1961)
- Anima nera, regia di Roberto Rossellini (1962)
- Illibatezza, episodio di Ro.Go.Pa.G., regia di Roberto Rossellini (1963)
- Le verdi bandiere di Allah, regia di Giacomo Gentilomo e Guido Zurli (1963)
- Ursus nella terra di fuoco, regia di Giorgio Simonelli (1963)
- Canzoni nel mondo, regia di Vittorio Sala (1963)
- Le fils de Tarass Boulba, regia di Henri Zaphiratos (1964)
- I due toreri, regia di Giorgio Simonelli (1964)
- Il ladro di Damasco, regia di Mario Amendola (1964)
- Il ponte dei sospiri, regia di Carlo Campogalliani e Piero Pierotti (1964)
- Maciste nelle miniere di re Salomone, regia di Piero Regnoli (1964)
- L'idea fissa, regia di Mino Guerrini e Gianni Puccini (1964)
- La rivolta dei barbari, regia di Guido Malatesta (1964)
- Su e giù, regia di Mino Guerrini (1965)
- Il boia scarlatto, regia di Massimo Pupillo (1965)
- Questo pazzo, pazzo mondo della canzone, regia di Bruno Corbucci e Giovanni Grimaldi (1965)
- Una questione d'onore, regia di Luigi Zampa (1966)
- Domani non siamo più qui, regia di Brunello Rondi (1967)
- L'amore è come il sole, regia di Carlo Lombardi (1969)
- Salvare la faccia, regia di Rossano Brazzi (1969)
- Colpo di stato, regia di Luciano Salce (1969)
- L'odio è il mio Dio, regia di Claudio Gora (1969)
- El "Che" Guevara, regia di Paolo Heusch (1969)
- Vita segreta di una diciottenne, regia di Oscar Brazzi (1969)
- Yellow - Le cugine, regia di Gianfranco Baldanello (1969)
- E Dio disse a Caino..., regia di Antonio Margheriti (1970)
- Il conte Dracula (Nachts, wenn Dracula erwacht), regia di Jesús Franco (1970)
- Saranda (Veinte pasos para la muerte), regia di Manuel Esteba e Antonio Mollica (1970)
- Prima ti perdono... poi t'ammazzo (La diligencia de los condenados), regia di Juan Bosch (1970)
- La belva, regia di Mario Costa (1970)
- Il sesso del diavolo - Trittico, regia di Oscar Brazzi (1971)
- Sei già cadavere amigo... ti cerca Garringo (Abre tu fosa amigo... llega Sabata), regia di Juan Bosch (1971)
- Mio padre monsignore, regia di Antonio Racioppi (1971)
- Riuscirà il nostro eroe a ritrovare il più grande diamante del mondo?, regia di Guido Malatesta (1971)
- Racconti proibiti... di niente vestiti, regia di Brunello Rondi (1972)
- La rossa dalla pelle che scotta, regia di Renzo Russo (1972)
- La morte scende leggera, regia di Leopoldo Savona (1972)
- Il gatto di Brooklyn aspirante detective, regia di Oscar Brazzi (1973)
- Ming, ragazzi!, regia di Antonio Margheriti (1973)
- I figli di nessuno, regia di Bruno Gaburro (1974)
- Ultimo tango a Zagarol, regia di Nando Cicero (1974)
- Il tempo degli assassini, regia di Marcello Andrei (1975)
- Scandalo in famiglia, regia di Marcello Andrei (1976)
- La pretora, regia di Lucio Fulci (1976)
- Occhio alla vedova, regia di Sergio Pastore (1976)
- El macho, regia di Marcello Andrei (1977)
- Cugine mie, regia di Marcello Avallone (1978)
- Napoli... la camorra sfida, la città risponde, regia di Alfonso Brescia (1979)

#### Serie TV
- Coralba – serie TV, 5 episodi (1970)

### Cinema
- Riso amaro, regia di Giuseppe De Santis (1949)
- Francesco, giullare di Dio, regia di Roberto Rossellini (1950)
- Luci del varietà, regia di Federico Fellini e Alberto Lattuada (1951)
- Due mogli sono troppe, regia di Mario Camerini (1951)
- Anna, regia di Alberto Lattuada (1951)
- Cento piccole mamme, regia di Giulio Morelli (1952)
- Attila, regia di Pietro Francisci (1954)
- Il padrone sono me, regia di Franco Brusati (1955)
- Vacanze d'inverno, regia di Camillo Mastrocinque (1959)
- La bisbetica domata (The Taming of the Shrew), regia di Franco Zeffirelli (1967)